# Michael Farmer
Pour les articles homonymes, voir Farmer.
Michael Stahel Farmer, baron Farmer (né le 17 décembre 1944) est un homme d'affaires britannique, ancien trésorier du Parti conservateur et pair à vie à la Chambre des lords.

## Jeunesse
Farmer est né le 17 décembre 1944 à Tonbridge, Kent, Angleterre. Sa sœur, l'actrice Suzan Farmer (en), est décédée en septembre 2017. Michael décrit comment lui et sa sœur ont eu une petite enfance violente et chaotique, caractérisée par «la pauvreté, la négligence et la honte». Son père, David Farmer, un négociant en métaux, mort en raison de son alcoolisme quand il avait quatre ans, alors qu'ils évitaient de justesse d'être retirés des soins de leur mère en raison de sa propre lutte avec l'alcool.
Il fait ses études à la Wantage Grammar School, en tant que pensionnaire.

## Carrière dans les affaires
Farmer commence à travailler à dix-huit ans comme commis comptable et messager dans une entreprise membre de London Metal Exchange, gagnant huit livres par semaine, et passe la plupart de sa carrière dans la ville de Londres, dans le commerce des métaux de base, en particulier le cuivre.
À la fin des années 1980, Farmer dirige le commerce mondial des métaux de base chez Phibro Salomon Brothers et, en 1999, sa société commerciale, la Metal & Commodity Company Ltd, est introduite à la Bourse de Londres sous le titre MG Plc. Il est par la suite un associé fondateur du Groupe Red Kite des fonds spéculatifs  qui fournit des opportunités de financement minier et d'investissement à terme pour les fonds.

## Carrière politique
Farmer soutient l'ancien chef, David Cameron, lorsqu'il accepte le rapport Breakthrough Britain du Center for Social Justice, soulignant les répercussions sociales plus larges de la rupture de la famille.
Le 5 septembre 2014, Farmer est créé pair à vie en tant que baron Farmer de Bishopsgate dans la ville de Londres et à la Chambre des lords rejoint les bancs conservateurs. Son premier discours porte sur les femmes sans-abris, la violence domestique et l'exclusion sociale.
Il est également un fervent partisan de l'aide sociale et de la réforme pénitentiaire, et est chargé par le ministère de la Justice (MoJ) de mener une étude sur la manière dont le fait d'aider les hommes en prison à avoir une meilleure famille et d'autres relations peut réduire les taux de récidive. À la suite de son acceptation de ses recommandations, le ministère de la Justice demande à Lord Farmer un nouvel examen de l'importance des relations pour la réhabilitation des délinquantes, qui est également en cours de mise en œuvre .
Il est un partisan actif et vocal du Brexit,,.
Il est membre du Comité restreint sur la mobilité sociale et du Comité mixte sur le projet de loi sur les abus domestiques .
Lui et Samantha Callan fondent le Family Hubs Network en 2019 pour soutenir la diffusion des Family Hubs dans tout le Royaume-Uni.

## Vie privée
En 1975, dans la ville de Londres, il épouse Jennifer Potts et ont trois enfants adultes.
Farmer est administrateur de Kingham Hill Trust de 2001 à 2014 et membre du conseil d'Oakhill Theological College au cours de la même période. Il est l'un des sponsors fondateurs de la ARK All Saints Church of England Academy à Camberwell et, en 2008, il crée le Cross Trust, un fonds philanthropique qui fait progresser l'éducation aux niveaux national et international .